# Elsa Teixeira Pinto

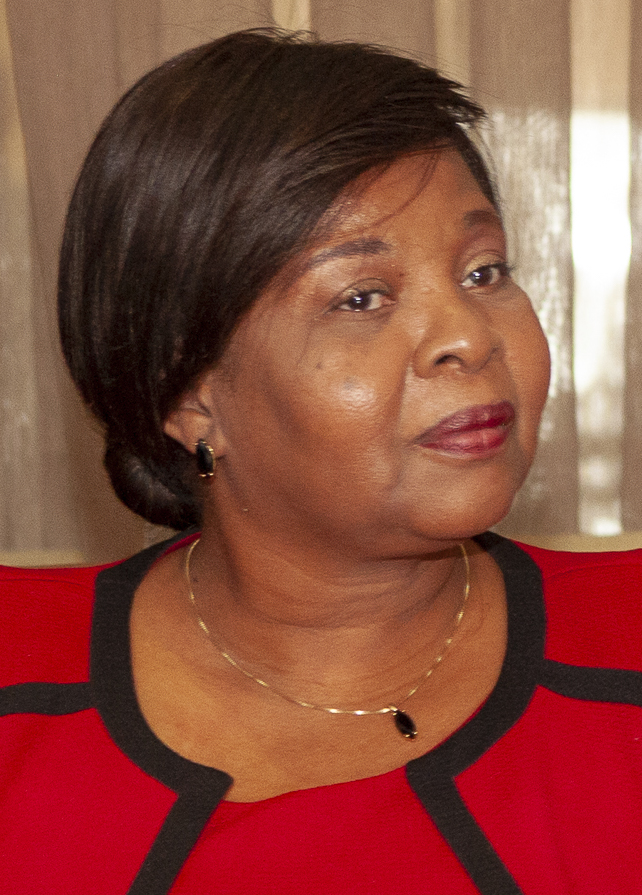
Elsa Texeira Pinto.

Elsa Maria Teixeira de Barros Pinto ist eine Politikerin in São Tomé und Príncipe. Sie wirkte als Verteidigungs- und Justizministerin von 2018 bis 2020. 

## Karriere
Elsa Teixeira de Barros Pinto ist eine ausgebildete Juristin. Sie begann ihre Karriere in der Partei Renaissance d’Água Grande im Bezirk Água Grande. Sie ist Mitglied des Movimento de Libertação de São Tomé e Príncipe (MLSTP-PSD). Sie war Mitglied des Council of Ministers (2003 und 2004) als Secretary of State for Administrative Reform and Public Administration. 2004 war sie zudem Minister for Justice.
Weitere Ämter waren Minister of Defence, Minister for Justice (2008–2010), Minister of Defence (Juli 2011).
Im Februar 2013 hatte sie die Funktion als Attorney General (Procuradora-Geral da República), als sie wegen finanzieller Unregelmäßigkeiten während der Präsidentschaftswahlen 2011 Amtsenthoben wurde.
Im November 2015 stellte sie sich zur Wahl gegen den Amtsinhaber Aurélio Martins als Parteiführer der MLSTP, nachdem der Ökonom Agostinho Meira Rita seine Kandidatur an ihre Kandidatur gebunden hatte.
Bei den Präsidentschaftswahlen am 30. Juni 2018 kandidierte Elsa Pinto als Kandidatin, wurde aber nicht gewählt. Dafür wurde sie Vizepräsidentin.
In der 17. Legislaturperiode wurde sie unter Jorge Bom Jesus (MLSTP-PSD) Außenministerin (2018–2020).

## Familie
Sie war verheiratet mit Alcino Martino de Barros Pinto (1955/56–19. November 2020), dem ehemaligen Präsidenten der Assembleia Nacional de São Tomé e Príncipe.